# Navadna lakota
Navadna lakota (znanstveno ime Galium mollugo) je zelnata trajnica iz družine broščevk, ki je razširjena skoraj po celi Evropi, in Severni Afriki od Portugalske in Maroka na zahodu do Altaja in Kavkaza na vzhodu. Kasneje so jo zanesli tudi v Severno in Južno Ameriko in na Novo Zelandijo. V Severni Ameriki je razširjena od Skalnega gorovja do Apalačev, pa tudi okoli Velikih jezer.

## Opis
Navadna lakota doseže v višino med 15 in 100 cm. Steblo je v prerezu kvadratne oblike, na vrhu pa so v socvetja zbrani majhni beli cvetovi s po štirimi venčnimi listi, ki v premeru dosežejo od 1 do 1,5 mm. Cveti od maja do septembra, uspeva pa vse do nadmorske višine okoli 2100 metrov.
V tradicionalni medicini se čaj iz navadne lakote uporablja pri obolenjih jeter in žolča, pa tudi v kulinariki.